# Ленинское (Карабалыкский район)
Ленинское (каз. Ленин) — упразднённое село в Карабалыкском районе Костанайской области Казахстана. Входило в состав Славенского сельского округа. Ликвидировано в 2000-е года. В 10 км к северу от села расположено озеро Тогызбай, в 10 км к северо-востоку — Солёное, в 9 км к северо-западу — Шенгель,
в 4 км к западу — Белое озеро, к востоку от села — Карпылдак, в 7 км к востоку — Карасор.

## Население
В 1999 году население села составляло 63 человека (32 мужчины и 31 женщина).